# Subpirnodus mirabilis
Subpirnodus mirabilis är en kvalsterart som beskrevs av Sandór Mahunka 1988. Subpirnodus mirabilis ingår i släktet Subpirnodus och familjen Oripodidae. Inga underarter finns listade i Catalogue of Life.